# Aleksandr Ivanov
Aleksandr Andreyevich Ivanov (tiếng Nga: Александр Андреевич Иванов; sinh ngày 3 tháng 10 năm 1997) là một cầu thủ bóng đá người Nga thi đấu cho F.K. Dynamo-2 Sankt Peterburg.

## Sự nghiệp câu lạc bộ
Anh có màn ra mắt tại Giải bóng đá chuyên nghiệp quốc gia Nga cho F.K. Dynamo-2 Sankt Peterburg vào ngày 27 tháng 7 năm 2017 trong trận đấu với FC Kolomna.